# الکس گرسهاف
الکس گِرَسهاف (انگلیسی: Alex Grasshoff؛ ۱۰ دسامبر ۱۹۲۸ – ۵ آوریل ۲۰۰۸) یک کارگردان، تهیه‌کننده فیلم و فیلم‌نامه‌نویس اهل ایالات متحده آمریکا بود.
از فیلم‌ها یا مجموعه‌های تلویزیونی که وی در آن‌ها نقش داشته است می‌توان به توما اشاره نمود.